# Trần Quốc Trọng
Trần Quốc Trọng  thường được biết đến với nghệ danh Quốc Trọng là một diễn viên điện ảnh, đạo diễn phim Việt Nam. Ông sinh năm 1958 tại Quận Ba Đình, Hà Nội.

## Tiểu sử và sự nghiệp
Thuộc lớp diễn viên điện ảnh khóa II của Trường Đại học Sân khấu & Điện ảnh, khi ra trường ông về làm diễn viên của Hãng phim truyện Việt Nam, đóng phim từ thời kỳ cuối những năm 70.
Trước khi nổi danh với vai diễn Xuân "tóc đỏ", ông đã tham gia nhiều phim nhưng chỉ bắt đầu gây được ấn tượng qua các vai: Long trong "Câu chuyện làng Dừa" (đạo diễn Bạch Diệp), Người lính trẻ trong "Thị xã trong tầm tay" (đạo diễn Đặng Nhật Minh), Lê Văn Bờ trong "Tội và tình" (đạo diễn Châu Huế), Thằng ở trong phim "Giông tố" (đạo diễn Nguyễn Mạnh Lân), Triều trong "Lời nguyền của dòng sông" (đạo diễn Khải Hưng)...

### Phim đã tham gia
- Câu chuyện làng Dừa (1977)
- Chuyến xe bão táp (1978) vai Trọng - phụ xế
- Thị xã trong tầm tay (1983)
- Tội và Tình
- Lời nguyền của dòng sông (1990)
- Số đỏ (1990) vai Xuân tóc đỏ
- Giông tố (1990) vai Lão ăn mày
- Hoa Ban Đỏ (1991) vai Người lính trẻ
- Cái tết của lão Bồng
- Người hùng râu quặp
- Huyền thoại mẹ (1993) vai Đại úy Phan
- Hoa trong bão (1995) vai Bế Văn Quang
- 12A và 4H (1995) vai Thầy Mẫn
- Vị khách lúc giao thừa (1997)
- Đêm hội làng năm ấy (1998)
- Câu chuyện cuối tuần (1999)
- Biên cương thường ngày (1999) vai Hùng
- Mùa lá rụng (2001) vai Đại
- Câu chuyện quanh trái bóng (2002) vai Lê Phong
- Làng ven hồ (2002)
- Lão hà tiện vui tính (2003) vai ông Kỳ
- Người tử tế sa ngã (2003) vai Hào
- Đường đời (2004) vai ông Thìn
- Hương đất (2005) vai ông giáo Phan
- Một lần đi bụi (2006)
- Phóng viên thử việc (2007) vai bố Quyên
- Những người bạn (2007)
- Ngõ lỗ thủng (2008) vai ông Thái
- Bí thư Tỉnh ủy (2009) vai Ông Sắc
- Những công dân tập thể (2012) vai Ông Bang
- Hai phía chân trời (2012) vai Ông Lâm
- Người phán xử (2017) vai Phan Sơn
- Cây táo nở hoa (2021) vai Ông Lân
- Hoa vương (2023) vai Ông Quang Hải
- Biệt dược đen (2023) vai Ông Lý Phan
- Người một nhà (2024) vai Lão Đặng Trọng Đông

### Phim đã thực hiện
- Huyền thoại mẹ (1993)
- 12A và 4H (1995) (đồng đạo diễn với Bùi Thạc Chuyên)
- Tiếng vạc sành (1996)
- Bao giờ thuyền lại sang sông (1997)
- Người kéo vó bè (1998)
- Đêm hội làng năm ấy (1998)
- Chuyến taxi cuối ngày (1999)
- Câu chuyện cuối tuần (1999)
- Biên cương thường ngày (1999)
- Làm mẹ (2000)
- Xuân Cồ - Nhà bình luận thể thao (2000)
- Thám tử gặp may (2000)
- Mùa lá rụng (2001)
- Làng ven hồ (2002)
- Đường đời (2004)
- Bên bến đò Lăng (2004)
- Hương đất (2005)
- Gió mùa thổi mãi (2006)
- Một lần đi bụi (2006)
- Phóng viên thử việc (2007)
- Ngõ lỗ thủng (2008)
- Bí thư Tỉnh ủy (2009)
- Chủ tịch tỉnh (2011)
- Hai phía chân trời (2012) (đồng đạo diễn với NSƯT Vũ Trường Khoa)
- Bão qua làng (2014) (đồng đạo diễn với NSƯT Lê Mạnh)
- Con thuyền số phận (2014) (đồng đạo diễn Trần Trọng Khôi)
- Gia phả của đất (2016)
- Những người nhiều chuyện (2017) (đồng đạo diễn với NSƯT Lê Mạnh)

### Sản phẩm khác
Tạp dề tí hon (Truyền hình thực tế - VTV2)

## Vinh danh
Huy chương Vàng (Phim Tiếng vạc sành) LHTHTQ 1997
Giải thưởng HỘI ĐiỆN ẢNH - 1999 (Phim Bao giờ thuyền lại sang sông)
Giải thưởng Ban giám khảo Liên hoan phim toàn quốc 1999 (Phim Bao giờ thuyền lại sang sông)
Huy chương Vàng (Phim Đường Đời) LHTHTQ 2004
Huy chương Vàng  (Phim Hương Đất) LHTHTQ 2005
Huy chương Vàng (Phim Một lần đi bụi) LHTHTQ 2006
CÁNH DIỀU VÀNG Phim Một lần đi bụi (2006)
CÁNH DIỀU VÀNG Phim Bí thư tỉnh ủy (2010)